# Psychotria thailandensis
Psychotria thailandensis är en måreväxtart som beskrevs av Markus Ruhsam. Psychotria thailandensis ingår i släktet Psychotria och familjen måreväxter. Inga underarter finns listade i Catalogue of Life.